# Caesalpinia merxmuelleriana
Caesalpinia merxmuelleriana är en ärtväxtart som beskrevs av Annelis Schreiber. Caesalpinia merxmuelleriana ingår i släktet Caesalpinia och familjen ärtväxter. Inga underarter finns listade i Catalogue of Life.